# Festival Temps d'images
Temps d'images est un festival des arts de la scène et de l’image qui se déroule annuellement en novembre dans dix pays européens ainsi qu'au Canada.

## Histoire
Créé en 2002 par Arte et La Ferme du Buisson pour accompagner et susciter des rencontres entre les arts de l’image et de la scène, Temps d'images s’est rapidement développé en un véritable réseau européen regroupant des acteurs de la scène culturelle autour d’un projet commun.
Onze pays participent désormais à ce réseau unique et organisent chaque année leur propre déclinaison du festival : la France, le Portugal, l’Italie, la Hongrie, la Belgique, l’Allemagne, la Pologne, l’Estonie, la Roumanie, la Turquie, ainsi que le Canada.
De par son caractère paneuropéen ainsi que sa thématique (théâtre, danse, images vidéo), Temps d'images est un festival unique dans l'espace culturel européen.

### Le festival aujourd'hui
Organisateurs et sites :
- La Ferme du Buisson, scène nationale de Marne-la-Vallée, Noisiel, France
- RomaEuropa Festival, Rome, Italie
- Duplacena, Lisbonne, Portugal
- Halles de Schaerbeek, Bruxelles, Belgique
- tanzhaus nrw, Düsseldorf, Allemagne
- Trafó, Trafó Budapest, Hongrie
- CSW Zamek Ujazdowski, Varsovie, Pologne
- Von Krahl Theatre, Tallinn, Estonie
- ColectivA, Cluj-Napoca, Roumanie
- Garajistanbul, Istanbul, Turquie
- Usine C, Montréal, Canada

## L'organisation du festival
Ancré dans la multitude des facettes de l'expression artistique contemporaine, le festival comprend plusieurs sections thématique qui peuvent varier selon le gré des organisateurs.